# Paroecus charpentierae
Paroecus charpentierae là một loài bọ cánh cứng trong họ Cerambycidae.